# Pradolina Toruńsko-Eberswaldzka
Pradolina Toruńsko-Eberswaldzka (polské geomorfologické značení 315.3, německy Thorn-Eberswalder Urstromtal, česky Pradolina Toruňsko-Eberswaldská nebo Toruňsko-Eberswaldské praúdolí), je podélná geomorfologická oblast, dolina a ledovcové údolí v geomorfologické subprovincii Pojezierza Południowobałtyckie (Jihobaltské pojezeří) z pásma Středoevropské nížiny patřícího do rozlehlé Epihercynské nížiny. Nachází se ve středním a západním Polsku (Kujavsko-pomořské vojvodství, Lubušské vojvodství, Mazovské vojvodství, Velkopolské vojvodství) a ve východním Německu (Braniborsko).

## Historie a popis
Geologicky zajímavá Pradolina Toruńsko-Eberswaldzka je ledovcové údolí vzniklé odtokem vod jižně od okraje ledovcového příkrovu během doby ledové, který přehradil řeku Vislu. Má délku cca 450 km. Plocha polské části je 7169 km². Mocnost údolních písků je převážně větší než 10 m a někdy i přes 20 metrů. Písek je ve svrchních vrstvách jemnozrnný až středně zrnitý, někdy mírně prachovitý. S rostoucí hloubkou se stává hrubším a často obsahuje štěrkovité příměsi. Pradolina získala svůj název podle měst poblíže konců pradoliny, kterými jsou polská Toruň a německé Eberswalde.

### Členění Pradoliny Toruńsko-Eberswaldzké
Makroregin Pradolina Toruńsko-Eberswaldzkana se dělí na 5 geomorfologických celků (mezoregionů):
- Kotlina Freienwaldzka (německy Freienwalder Becken, polské geomorfologické značení 315.31)
- Kotlina Gorzowska (německy Gorzówer Becken, polské geomorfologické značení 315.32)
- Dolina Środkowej Noteci (německy Mittleres Netzetal, polské geomorfologické značení 315.33)
- Kotlina Toruńska (německy Thorner Becken, polské geomorfologické značení 315.34)
- Kotlina Płocka (německy Płocker Becken, polské geomorfologické značení 315.35)

### Vodstvo
Východní část pradoliny patří do povodí veletoku Visla, střední část patří do povodí veletoku Odra a západní část patří do povodí veletoku Labe.

### Osídlení
Mezi největší sídla (ve směru od východu k západu) patří Płock, Włocławek, Toruń, Bydgoszcz, Piła, Gorzów Wielkopolski a Eberswalde.

## Další informace
Pradolinu Toruńsko-Eberswaldzkou protíná velké množství stezek a cyklostezek.

## Galerie

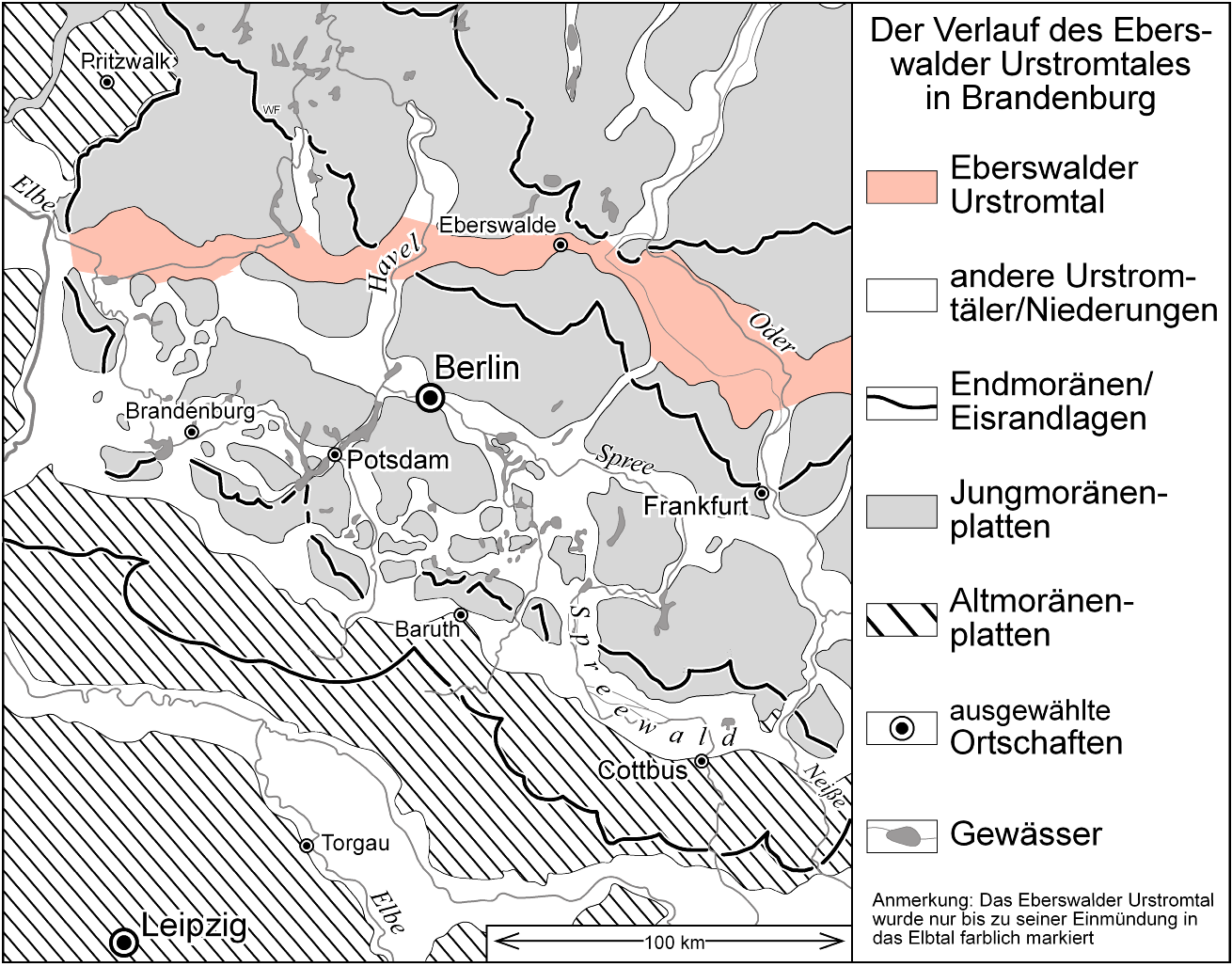
Německá část
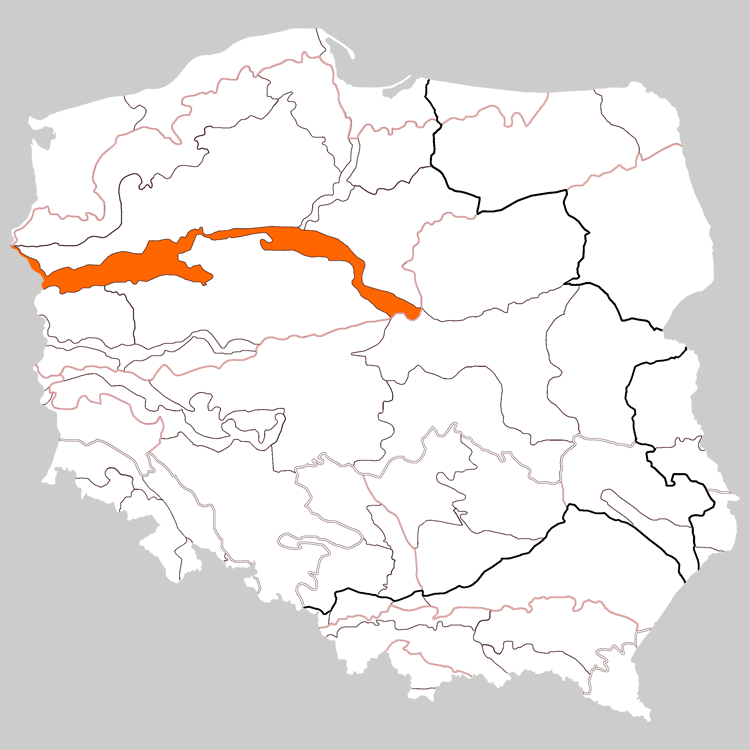
Polská část
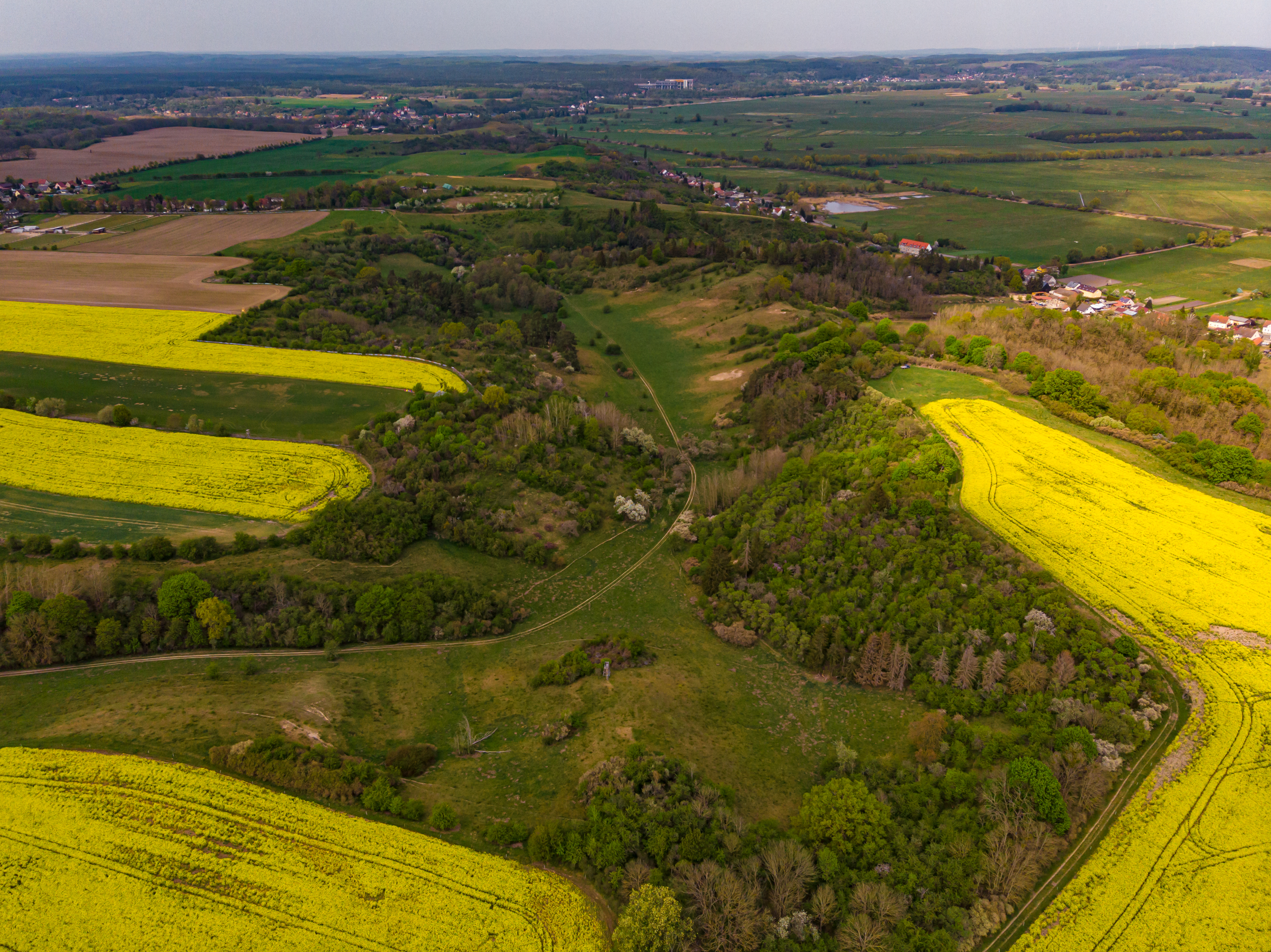
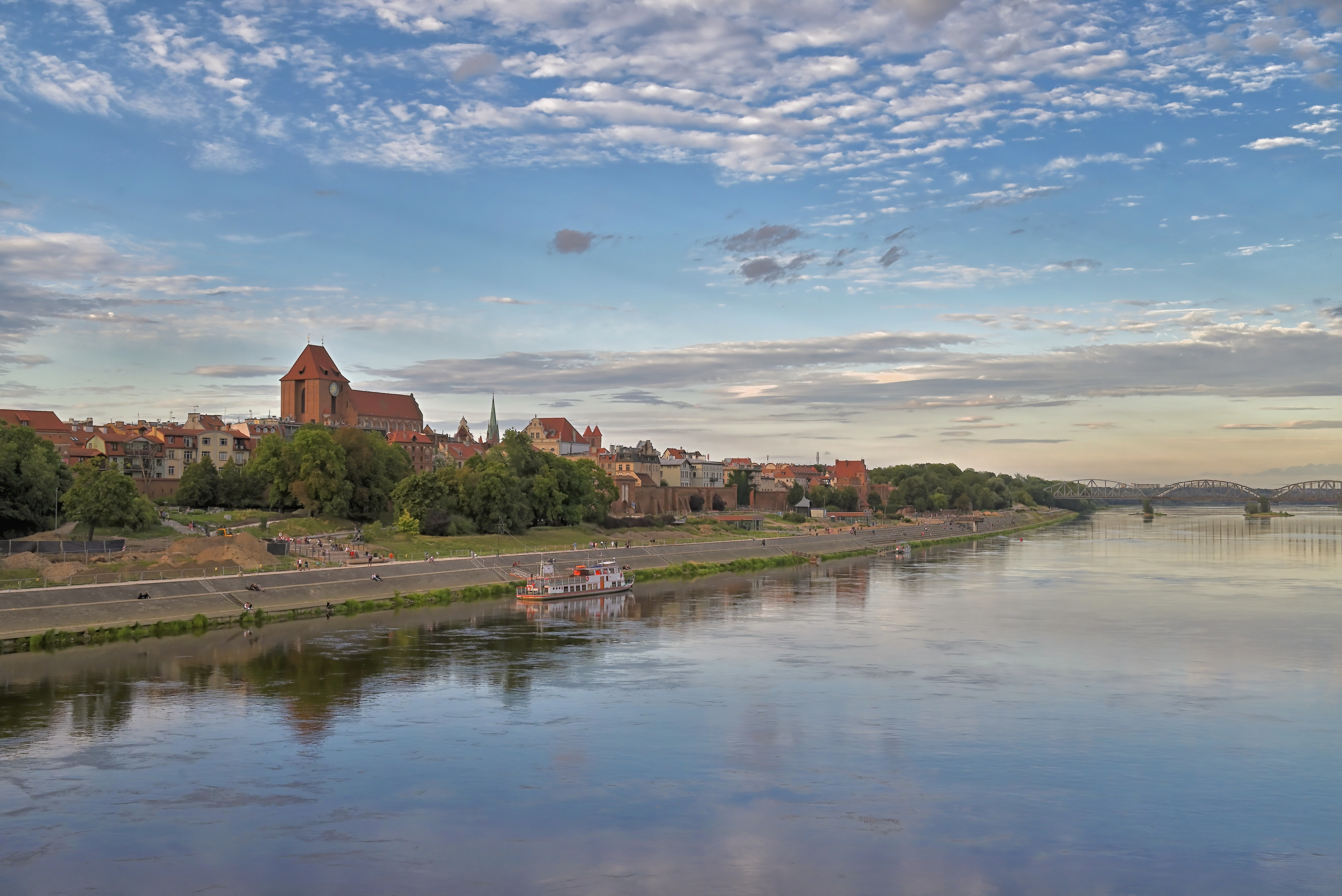